# Титково (Смоленская область)
Титково — деревня в Смоленской области России, в Кардымовском районе. Расположена в центральной части области в 30 км к юго-западу от г. Ярцево.
Население — 426 жителей (2007 год). Центр Первомайского сельского поселения.

## Достопримечательности
- Памятник погибшим во время Великой Отечественной войны односельчанам.